# Portsmouth Airport
Portsmouth Airport är en flygplats i Storbritannien.   Den ligger i kommunen City of Portsmouth och riksdelen England, i den södra delen av landet, 100 km sydväst om huvudstaden London. Portsmouth Airport ligger 4 meter över havet.
Terrängen runt Portsmouth Airport är platt. Havet är nära Portsmouth Airport åt sydost.  Närmaste större samhälle är Portsmouth, 4,8 km sydväst om Portsmouth Airport. 